# Chiesa dei Santi Pietro e Rocco (Tezze sul Brenta)
La chiesa dei Santi Pietro e Rocco è la parrocchiale di Tezze sul Brenta, in provincia e diocesi di Vicenza; fa parte del vicariato di Bassano del Grappa-Rosà.

## Storia
Dell'edificio precedente, che risultava già ultimato nel 1493, non resta nulla: nel 1643 fu infatti abbattuto con il campanile (più volte colpito da fulmini) per realizzare una nuova chiesa, ultimata nel 1678. L'attuale costruzione, ispirata all'architettura settecentesca, è invece il risultato dei rifacimenti del 1912 progettati da Vincenzo Rinaldo. Nel 1989 è stata sottoposta a un importante restauro.

## Interno
All'interno sono conservate alcune pregevoli opere: la controfacciata reca la pala della Vergine in trono con i santi Pietro e Rocco, attribuita alla bottega dei da Ponte; il complesso altare maggiore, affiancato dalle statue dei santi Pietro e Rocco, proverrebbe dalla bottega di Benedetto Carretta (1790); si aggiungono l'organo (1917), un crocifisso ligneo settecentesco e i vari arredi (confessionali, dossali del coro, bussole delle porte), realizzati da falegnami locali tra l'Otto e il Novecento.